# Det gröna huset
La casa verde (Det gröna huset) är den andra romanen av den peruanske författaren och Nobelpristagaren Mario Vargas Llosa. Romanen publicerades på spanska som La casa verde 1965. Den svenska översättningen gjordes av Jens Nordenhök och utkom 1979. Det är en stor och komplicerad berättelse. Boken vann Premio Rómulo Gallegos.

## Scenario
Romanens händelser utspelar sig på två platser, som ligger åtskilda av många kilometer: dels i staden Piura (som ligger i öknen längs Perus nordkust) och dels i den peruanska regnskogen Amazonas, främst staden  Santa Maria de Nieva, platsen för en spansk missionsstation och en polisstation för la Guardia Civil. Andra scenarier i regnskogen är Iquitos, den största staden i östra Peru, och Borja, hemvist för en armégrupp från den peruanska militären. Livsnerven i denna värld är de mäktiga och majestätiska floderna Marañónfloden, Amazonfloden och deras tillflöden.

## Handling
I romanen flyter många historier ihop i tid och rum, de överlappar varandra, kompletterar och berikar varandra, men det är dock möjligt att urskilja tre huvudberättelser: den om Don Anselmo, den om sergeant Lituma och banditen Fushia.
Don Anselmo är en främling som sätter upp en bordell i Piura, känd som La Casa Verde. Mot denna börjar prästen Garcia, tillsammans med andra moralens väktare i staden, ett frontalangrepp mot denna håla av perversion, som de så småningom sätter eld på. Don Anselmo blir fattig och övergår till att spela harpa i tavernorna. Flera år senare grundar hans dotter, med smeknamnet "La Chunga", en annan hembaserad bordell som hon döper med samma namn som den tidigare.
Sergeant Lituma är från Piura och en mangache som besöker Casa Verde (som drivs av La Chunga), tillsammans med sina vänner, snyltare och lika lata typer som han, vilka kallas för los Inconquistables (”de oövervinnerliga”). En tid senare går han in i Guardia Civil, utses till sergeant i djungelstaden Santa Maria de Nieva. Där möter han Boniface eller "La Selvática" (”Djungelflickan”), en bybo med härstamning från Aguarunas, som han gifter sig med och återvänder till Piura. Men när han återförenas med sina vänner "de oövervinnerliga", återfaller han i sitt gamla leverne och blir till slut satt i fängelse, medan hans fru prostituerar sig i Casa Verde. När han lämnar fängelset, är det inte bara det att Lituma inte gör något för att rädda sin fru, utan han börjar också tillsammans med sina vänner att leva på hennes bekostnad.
Fushia är en smugglare av japanskt ursprung, som tillsammans med en flicka som heter Lalita, bosätter sig på en ö i Santiagofloden, nära gränsen till Ecuador, där han ägnar sig åt att stjäla varor från de omkringboende stammarna. Han får hjälp av sin trogna vän Aquilino, som byter pengar och livsmedel i utbyte emot de stulna varorna. Men Fushia börjar att misshandla Lalita och hon flyr tillsammans med en annan flykting, den praktiskt lagde lotsen Adrian Nieves, desertör från armén. Ensam och offer för en ohygglig sjukdom förs Fushia av vännen Aquilino till San Pablos spetälskekoloni, nära Iquitos.

## Kritik
Mario Vargas Llosa hade haft stor och oväntad framgång med sin första roman Staden och hundarna, där han i romanform berättar om sina erfarenheter i militärskolan, och tar lugnt och med lust att experimentera itu med denna andra roman. Berättelsen rör sig på skiftande platser och tider, verkliga och inbillade. Hans historia, förvirrande och splittrad till en början byggs upp när romanen fortskrider, utan att den förlorar i tydlighet, som ett enormt pussel som är klart först i slutet. Vargas Llosa använder minnet av sina år i Piura för att komponera denna fresk, med den senaste och innovativa berättartekniken.
Exempel på författarens teknik är hans så kallade "teleskopiska berättelser" som presenterar två (och upp till tre) samtidiga diskussioner som förekommer vid olika tillfällen i tid och rum. Och även om det kan tyckas vara komplicerat, förlorar sig inte den uppmärksamme läsaren i detta konstnärliga spel, berättaren guidar läsaren steg för steg genom en labyrint som han har byggt, inte som en ren uppvisning av virtuositet, utan eftersom själva romanens form fordrar denna överväldigande fusion av fragmenterad verklighet. Den lär oss känna det totala universum som romanen avser att täcka, så som Luis Loayza säger: "Det fantastiska är att denna struktur är nödvändig, författaren ökar sina effekter på ett sådant sätt att det håller uppe vårt intresse i varje ögonblick och när vi har läst klart, förstår vi att "La Casa Verde" inte skulle ha kunnat skrivas på något annat sätt."

## Källa och fotnoter
1. ↑  Mangache kallas i Peru avkomlingarna till slavar från Madagaskar

- Vargas Llosa, Mario (1983) (på spa). La casa verde. Biblioteca breve ; 629 (1. ed.). Barcelona: Seix Barral. Libris 7323701. ISBN 84-322-0437-4
- Vargas Llosa, Mario; Nordenhök Jens (1979). Det gröna huset. Panter, 99-0159215-1. Stockholm: Norstedt. Libris 7152880. ISBN 91-1-791021-8